# 335 Records
335 Records is een Amerikaans platenlabel voor jazz, opgericht door jazzmusicus Larry Carlton en diens manager Robert Williams. Het label wil muziek uitgeven van gevestigde en nieuwe muzikanten. Uitgekomen zijn tot nog toe cd's en dvd's van Carlton en albums en zangeres Laurie Wheeler.
Larry Carlton
- Live 2010, met Tak Matsumoto (dvd)
- Take Your Pick, met Matsumoto
- Live in Tokyo, met Robben Ford
- Greatest Hits Rerecorded
- The Jazz King

Laurie Wheeler
- Twilight
- From land of Dreams
- Twisted